# Giovanni Accolla

Erzbischofwappen von Giovanni Accolla

Giovanni Accolla (* 29. August 1951 in Syrakus, Italien) ist ein italienischer Geistlicher und Erzbischof von Messina-Lipari-Santa Lucia del Mela.

## Leben
Giovanni Accolla empfing am 13. April 1977 das Sakrament der Priesterweihe für das Erzbistum Syrakus.
Am 20. Oktober 2016 ernannte ihn Papst Franziskus zum Erzbischof von Messina-Lipari-Santa Lucia del Mela. Am 7. Januar 2017 wurde er in sein Amt eingeführt.